# Alberto Natale
Alberto Adolfo Natale (Rosario, Santa Fe; 30 de agosto de 1938 - Rosario, Santa Fe; 10 de septiembre de 2011) fue un político argentino perteneciente al Partido Demócrata Progresista, elegido en reiteradas ocasiones como diputado nacional.
Durante la dictadura militar autodenominada "Proceso de Reorganización Nacional" (1976-1983), fue delegado municipal (Intendente de facto) de la ciudad de Rosario, entre 1981 y 1983.
Murió el 10 de septiembre de 2011 víctima de un cáncer, tras permanecer internado durante cinco días.

## Biografía
Se graduó de abogado el 22 de diciembre de 1961, en la Facultad de Ciencias Jurídicas y Sociales de la Universidad Nacional del Litoral, socio principal del Estudio Jurídico Araya - Natale, fundado en 1939.
Fue asesor del gabinete de Ministerio del Interior en 1971, durante la dictadura de Lannuse, fue candidato a gobernador de Santa Fe en cinco oportunidades y postulante a vicepresidente de la Nación en 1989 en la fórmula encabezada por el líder de la UCEDÉ, Álvaro Alsogaray.
En 1976 fue designado por el última dictadura cívico-militar argentina (1976-1983) como intendente de facto de Rosario.
Siendo intendente durante la dictadura militar, en 1981 hizo fuertes lazos de acuerdo y de no-publicación de noticias en su contra y la del excomandante del 2.º Cuerpo de Ejército, general Trimarco, con el acuerdo también del periodista Evaristo Monti. Todas las reuniones frecuentes del trío se realizaban en el departamento particular de Trimarco en calle Bv. Oroño y Córdoba.
Natale fue señalado como responsable conjunto - y con la participación oficial de las Fuerzas Armadas - de la represión de octubre de 1981 a estudiantes de la Universidad Nacional de Rosario. El señalamiento se dio a través de las denuncias de familiares de desaparecidos, y ante el intento de silenciamiento de diferentes diarios que cubrían la noticia. A fines de los 90 se uniría a la Alianza que llevaría como candidato a Fernando de la Rúa.
Previo a eso, hacia el año 76, hay una ordenanza, la número 153/76, que empieza a cesantear trabajadores por persecución política, a través de la denominada “Prescindiblilidad de la Administración Pública Municipal”. Y los casos se multiplican, “hay decenas de empleados municipales o asesinados o desaparecidos yendo a su lugar de trabajo.

## Libros publicados
- "Derecho y Ciencia Política", Editora Platense, La Plata, 1971.
- "Privatizaciones en Privado", editorial Planeta, Buenos Aires, 1993

## Actividad institucional
- Presidente del 1.er. Encuentro Argentino de Profesores de Derecho Político.
- Becario del "International Visitor Program" de la Unites States Informatic Agency (1980).

## Funciones públicas
- Concejal en la ciudad de Rosario (1963/1966)
- Asesor de Gabinete del Ministro de facto del Interior (Dictadura Revolución Argentina, l971)
- Intendente Municipal de facto de Rosario (Dictadura Proceso de Reorganización Nacional, 1981/1983)
- Diputado de la Nación (1985/89; 1989/1993; 1993/1997; 1997/2001, 2001/2005)
- Convencional Nacional Constituyente (1994)
- Candidato a Gobernador de Santa Fe (1973/1983/1987/1995/1999)
- Candidato a Vicepresidente de la Nación (1989)